# Vopnafjörðurs flygplats
Vopnafjörðurs flygplats (isländska: Vopnafjarðarflugvöllur) är en flygplats i republiken Island.   Den ligger i regionen Austurland, i den nordöstra delen av landet, 400 km nordost om huvudstaden Reykjavik. Vopnafjörðurs flygplats ligger 44 meter över havet.